# Irán az 1956. évi nyári olimpiai játékokon
Irán az ausztráliai Melbourne-ben és a svédországi Stockholmban megrendezett 1956. évi nyári olimpiai játékok egyik részt vevő nemzete volt. Az országot az olimpián 3 sportágban 17 sportoló képviselte, akik összesen 5 érmet szereztek.

## Érmesek
| Érem  | Versenyző                  | Sportág    | Versenyszám        |
| ----- | -------------------------- | ---------- | ------------------ |
| Arany | Imam-Ali Habibi            | Birkózás   | Szabadfogás, 67 kg |
| Arany | Gholamreza Takhti          | Birkózás   | Szabadfogás, 87 kg |
| Ezüst | Mohammad Ali Khojastehpour | Birkózás   | Szabadfogás, 52 kg |
| Ezüst | Mohamed Mehdi Yaghoubi     | Birkózás   | Szabadfogás, 57 kg |
| Bronz | Mahmoud Namdjou            | Súlyemelés | 56 kg              |

## Atlétika
Férfi
| Versenyző        | Versenyszám | Döntő         | Döntő         |
| Versenyző        | Versenyszám | Idő           | Helyezés      |
| ---------------- | ----------- | ------------- | ------------- |
| Ali Baghbanbashi | Maraton     | nem ért célba | nem ért célba |

| Versenyző        | Versenyszám | 100 m | 100 m | Távolugrás | Távolugrás | Súlylökés | Súlylökés | Magasugrás | Magasugrás | 400 m | 400 m | 110 m gát | 110 m gát | Diszkoszvetés | Diszkoszvetés | Rúdugrás | Rúdugrás | Gerelyhajítás | Gerelyhajítás | 1500 m | 1500 m | Végeredmény | Végeredmény |
| Versenyző        | Versenyszám | Idő   | Pont  | Eredmény   | Pont       | Eredmény  | Pont      | Eredmény   | Pont       | Idő   | Pont  | Idő       | Pont      | Eredmény      | Pont          | Eredmény | Pont     | Eredmény      | Pont          | Idő    | Pont   | Pont        | Helyezés    |
| ---------------- | ----------- | ----- | ----- | ---------- | ---------- | --------- | --------- | ---------- | ---------- | ----- | ----- | --------- | --------- | ------------- | ------------- | -------- | -------- | ------------- | ------------- | ------ | ------ | ----------- | ----------- |
| Najmeddin Farabi | Tízpróba    | 12,1  | 572   | 625 cm     | 575        | 11,31 m   | 524       | 170 cm     | 656        | 52,3  | 684   | 17,4      | 372       | 28,73 m       | 347           | 330 cm   | 438      | 41,23 m       | 375           | 4:24,8 | 560    | 5103        | 12.         |

## Birkózás
Szabadfogású
| Versenyző                  | Versenyszám | 1. forduló                       | 1. forduló | 1. forduló | 2. forduló                         | 2. forduló | 2. forduló | 3. forduló                            | 3. forduló | 3. forduló | 4. forduló                       | 4. forduló | 4. forduló | 5. forduló                   | 5. forduló | 5. forduló | 6. forduló        | 6. forduló | 6. forduló | Döntő                                   | Döntő   | Döntő   | Helyezés    |
| Versenyző                  | Versenyszám | Ellenfél Eredmény                | Pont       | Hely.      | Ellenfél Eredmény                  | Pont       | Hely.      | Ellenfél Eredmény                     | Pont       | Hely.      | Ellenfél Eredmény                | Pont       | Hely.      | Ellenfél Eredmény            | Pont       | Hely.      | Ellenfél Eredmény | Pont       | Hely.      | Ellenfél Eredmény                       | Pont    | Hely.   | Helyezés    |
| -------------------------- | ----------- | -------------------------------- | ---------- | ---------- | ---------------------------------- | ---------- | ---------- | ------------------------------------- | ---------- | ---------- | -------------------------------- | ---------- | ---------- | ---------------------------- | ---------- | ---------- | ----------------- | ---------- | ---------- | --------------------------------------- | ------- | ------- | ----------- |
| Mohammad Ali Khojastehpour | 52 kg       | erőnyerő                         | 0          | =1.        | Luigi Chinazzo (ITA) · 3-0         | 1          | =1.        | Dick Delgado (USA) · 3-0              | 2          | =2.        | Tadashi Asai (JPN) · 3-0         | 3          | 2.         | Hüseyin Akbaş (TUR) · 3-0    | 4          | 1.         |                   |            |            | Mirian Calkalamanidze (URS) · kétvállas | 7       | 2.      |             |
| Mohamed Mehdi Yaghoubi     | 57 kg       | Mihail Sahov (URS) · 3-0         | 1          | =2.        | Geoffrey Jameson (AUS) · kétvállas | 1          | =1.        | Tarashkeswar Pandey (IND) · kétvállas | 1          | =1.        | Mustafa Dağıstanlı (TUR) · 1-2   | 3          | =1.        |                              |            |            |                   |            |            | Lee Sang-gyun (KOR) · 3-0               | 4       | 2.      |             |
| Nászer Givehcsi            | 62 kg       | Abe Geldenhuys (RSA) · 3-0       | 1          | =4.        | Herbie Hall (GBR) · kétvállas      | 1          | =1.        | Erkki Penttilä (FIN) · 1-2            | 3          | =3.        | Bayram Şit (TUR) · 0-3           | 6          | =6.        | kiesett                      | kiesett    | kiesett    |                   |            |            | kiesett                                 | kiesett | kiesett | 6.          |
| Imam-Ali Habibi            | 67 kg       | Olle Anderberg (SWE) · kétvállas | 0          | =1.        | Tóth Gyula (HUN) · 3-0             | 1          | =2.        | Roger Bielle (FRA) · 3-0              | 2          | =2.        | Garibaldo Nizzola (ITA) · 3-0    | 3          | =2.        | Kaszahara Sigeru (JPN) · 3-0 | 4          | 2.         |                   |            |            | Alimbeg Besztajev (URS) · kétvállas     | 4       | 2.      |             |
| Nabi Sorouri               | 73 kg       | Devi Singh (IND) · kétvállas     | 0          | =1.        | Ernie Fischer (USA) · 0-3          | 3          | =6.        | Mitko Petkov (BUL) · 3-0              | 4          | =5.        | Coenraad de Villiers (RSA) · 3-0 | 5          | =4.        |                              |            |            |                   |            |            | kiesett                                 | kiesett | kiesett | 4.          |
| Abbas Zandi                | 79 kg       | Kazuo Katsuramoto (JPN) · 3-0    | 1          | =5.        | erőnyerő                           | 1          | =3.        | İsmet Atlı (TUR) · 0-3                | 4          | =6.        | Danny Hodge (USA) · kétvállas    | 7          | =7.        | kiesett                      | kiesett    | kiesett    |                   |            |            | kiesett                                 | kiesett | kiesett | helyezetlen |
| Gholamreza Takhti          | 87 kg       | Jan Theron (RSA) · kétvállas     | 0          | =1.        | Robert Steckle (CAN) · kétvállas   | 0          | =1.        | Mitsuhiro Ohira (JPN) · kétvállas     | 0          | 1.         | Kevin Coote (AUS) · kétvállas    | 0          | 1.         | Borisz Kulajev (URS) · 3-0   | 1          | 1.         | erőnyerő          | 1          | 1.         | Peter Blair (USA) · 3-0                 | 2       | 1.      |             |
| Hossein Nouri              | +87 kg      | Huszein Mehmedov (BUL) · 0-3     | 3          | =9.        | John da Silva (NZL) · 3-0          | 4          | =7.        | Hamit Kaplan (TUR) · kétvállas        | 7          | 9.         | kiesett                          | kiesett    | kiesett    | kiesett                      | kiesett    | kiesett    |                   |            |            | kiesett                                 | kiesett | kiesett | helyezetlen |

## Súlyemelés
| Versenyző         | Versenyszám | Nyomás   | Nyomás   | Szakítás | Szakítás | Lökés    | Lökés    | Összesen | Helyezés |
| Versenyző         | Versenyszám | Eredmény | Helyezés | Eredmény | Helyezés | Eredmény | Helyezés | Összesen | Helyezés |
| ----------------- | ----------- | -------- | -------- | -------- | -------- | -------- | -------- | -------- | -------- |
| Mahmoud Namdjou   | 56 kg       | 100,0    | 3.       | 102,5    | 3.       | 130,0    | 3.       | 332,5    |          |
| Hossein Zarini    | 60 kg       | 92,5     | =9.      | 92,5     | =11.     | 120,0    | 13.      | 305,0    | 13.      |
| Henrik Tamraz     | 67,5 kg     | 115,0    | 3.       | 105,0    | =7.      | 145,0    | 4.       | 365,0    | 5.       |
| Ebrahim Peiravi   | 75 kg       | 107,5    | =9.      | 117,5    | =3.      | 147,5    | =4.      | 372,5    | 7.       |
| Jalal Mansouri    | 82,5 kg     | 132,5    | =3.      | 122,5    | =4.      | 162,5    | =3.      | 417,5    | 4.       |
| Hassan Rahnavardi | 90 kg       | 140,0    | =2.      | 127,5    | =3.      | 157,5    | 4.       | 425,0    | 4.       |
| Firouz Pojhan     | +90 kg      | 147,5    | =4.      | 132,5    | 4.       | 170,0    | 4.       | 450,0    | 4.       |